# Pallenis maritima

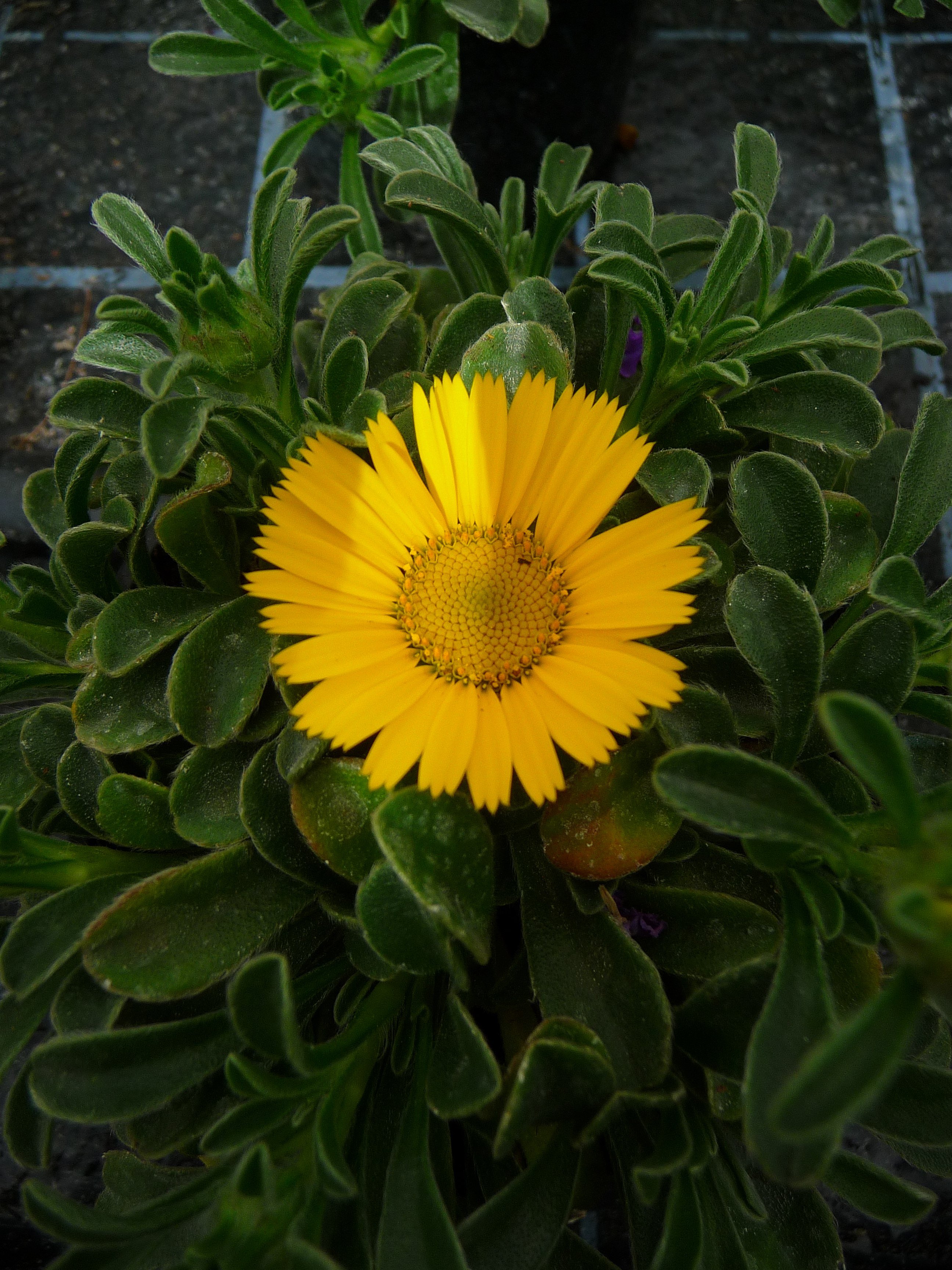
Detalle de la flor

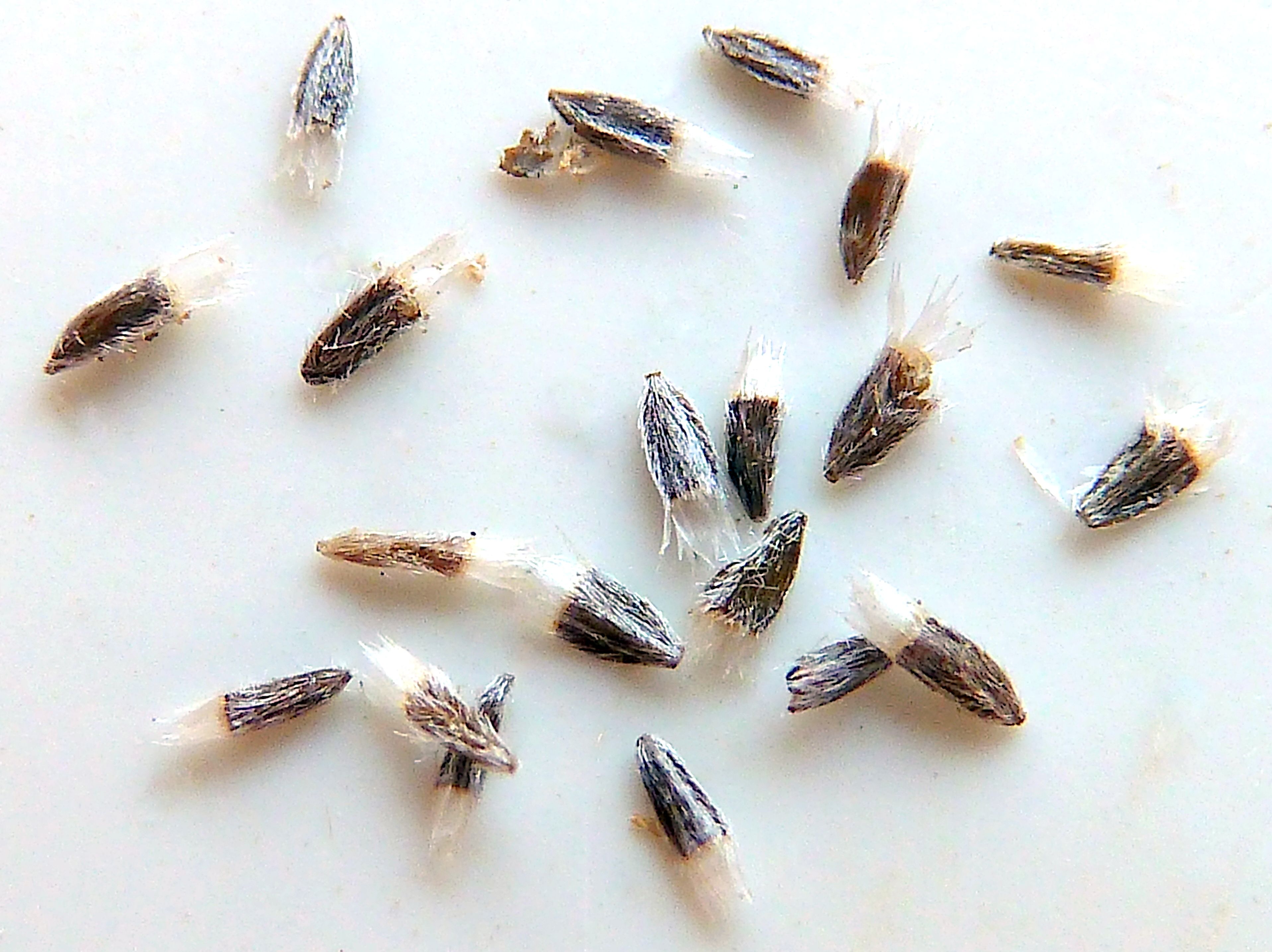
Cipselas externas trigonas e internas cilíndricas

Pallenis maritima (L.) Greuter, 1997 es una planta herbácea perenne, adaptada a las zonas semiáridas del piso termomediterráneo, de la familia de las compuestas o Asteraceae. 

## Descripción
De 2 a 5 y entre 30 y 40 cm de alto, áspera, de poco a densamente vellosa, más o menos erecta, de base leñosa, frecuentemente con muchas ramas, arbustiva, con ramas tendidas ascendentes y cubriendo grandes superficies. Hojas alternas, pecioladas, lanceoladas-espatuladas, de hasta 3 cm de largo y 1 cm de ancho, uninervadas, de vello hirsuto. Cabezuelas solitarias, de 3 a 4 cm de ancho. Involucro con 3 o 4 capas, de 1,5 a 4,5 cm de diámetro, anchamente campanulado. Capítulos de subsésiles a largamente pedunculados. Brácteas involucrales externas como las hojas caulinares superiores de 1 cm de largo aproximadamente, las interiores lanceoladas-lineares, puntiagudas. Lígulas amarillas, profundamente tridentadas, de 9 mm de largo, tan largas como el involucro o algo más cortas. Flósculos amarillos, de 5 lóbulos, hermafroditas. Frutos de hasta 1,5 mm de largo, los periféricos con más o menos 3 cantos, aplanados y con un par de alas y un mechón de escamas como pappus; los interiores redondos, muy vellosos, con una corona de escamas lanceoladas.

## Vida y reproducción
Florece casi todo el año, en especial desde la primavera hasta bien entrado el verano. Se reproduce mediante semillas o por esqueje en verano.

## Hábitat
En roquedales próximos a la costa. Vive en zonas de matorral, sobre suelos pedregosos o arenosos, bien drenados, grietas, viejas construcciones (rupícola o subrupícola), en climas templados o semiáridos. Soporta altos niveles de insolación, las sequías estivales y los suelos salinos (halófila). Moderada resistencia a las heladas. Fisuras de acantilados, ribazos en arenales costeros y suelos alterados en terrenos calizos y arcillosos. De 0 a 200 (expecionalmente, 500) metros de altitud. Se trata de una planta que realiza uniones simbióticas con micorrizas arbusculares, lo que podría ayudar a su adaptación a este tipo de ambientes alterados y salinos.

## Distribución
Mediterráneo occidental y central hasta Grecia, norte de África e islas Canarias. Adventicia en la costa atlántica de Francia y en Gran Bretaña.

## Taxonomía
Pallenis maritima fue descrita por (L.) Greuter  y publicado en Fl. Medit. 7: 47. 1997
Citología
Número de cromosomas de Pallenis maritima (Fam. Compositae) y táxones infraespecíficos:  2n=12
Sinonimia
- Buphthalmum maritimum L.
- Asteriscus maritimus (L.) Less.
- Bubonium maritimum  (L.) Hill
- Odontospermum maritimum (L.) Sch.Bip.[6]

## Nombres comunes
Castellano: chuchera, margarita de mar, margarita marítima, estrella de mar, asterisco o churrera.